# 1. Fußball-Club Köln 01/07 1996-1997
Questa voce raccoglie le informazioni riguardanti il 1. Fußball-Club Köln 01/07 nelle competizioni ufficiali della stagione 1996-1997.

## Stagione
Nella stagione 1996-1997 il Colonia, allenato da Peter Neururer, concluse il campionato di Bundesliga al 10º posto. In Coppa di Germania il Colonia fu eliminato al secondo turno dal Zwickau.

## Rosa
| N. |                     | Ruolo | Calciatore       |
| -- | ------------------- | ----- | ---------------- |
| 2  | Germania (bandiera) | C     | Uwe Scherr       |
| 3  | Germania (bandiera) | D     | Karsten Baumann  |
| 4  | Germania (bandiera) | D     | Bodo Schmidt     |
| 5  | Germania (bandiera) | D     | Michael Kostner  |
| 6  | Germania (bandiera) | C     | Patrick Weiser   |
| 7  | Germania (bandiera) | C     | Ralf Hauptmann   |
| 8  | Romania (bandiera)  | C     | Dorinel Munteanu |
| 9  | Austria (bandiera)  | A     | Anton Polster    |
| 10 | Germania (bandiera) | D     | Dirk Schuster    |
| 11 | Romania (bandiera)  | A     | Ion Vlădoiu      |
| 12 | Svezia (bandiera)   | C     | Christer Fursth  |
| 13 | Germania (bandiera) | A     | Holger Gaißmayer |
| 14 | Germania (bandiera) | D     | Janosch Dziwior  |
| 15 | Nigeria (bandiera)  | C     | Sunday Oliseh    |
| 16 | Germania (bandiera) | P     | Michael Kraft    |

| N. |                      | Ruolo | Calciatore         |
| -- | -------------------- | ----- | ------------------ |
| 17 | Germania (bandiera)  | A     | Stefan Kohn        |
| 18 | Guinea (bandiera)    | C     | Pablo Thiam        |
| 19 | Danimarca (bandiera) | D     | Henrik Andersen    |
| 20 | Germania (bandiera)  | D     | Thomas Cichon      |
| 21 | Germania (bandiera)  | C     | Martin Braun       |
| 22 | Germania (bandiera)  | D     | Marcell Fensch     |
| 23 | Germania (bandiera)  | C     | Rico Steinmann     |
| 24 | Germania (bandiera)  | C     | Michael Rösele     |
| 25 | Polonia (bandiera)   | C     | Tomasz Zdebel      |
| 26 | Germania (bandiera)  | C     | René Tretschok     |
| 28 | Germania (bandiera)  | C     | Marco Weller       |
| 33 | Germania (bandiera)  | C     | Dieter Schönberger |
| 35 | Germania (bandiera)  | P     | Daniel Eschbach    |
| 37 | Bulgaria (bandiera)  | P     | Antonio Ananiev    |
| 39 | Turchia (bandiera)   | D     | Tuncay Nadaroğlu   |

## Organigramma societario
Area tecnica
- Allenatore: Peter Neururer
- Allenatore in seconda: Colin Bell, Günter Güttler
- Preparatore dei portieri: Rolf Herings
- Preparatori atletici:

## Calciomercato

### Sessione estiva
| Acquisti | Acquisti        | Acquisti          | Acquisti |
| R.       | Nome            | da                | Modalità |
| -------- | --------------- | ----------------- | -------- |
| D        | Dirk Schuster   | Karlsruhe         |          |
| C        | René Tretschok  | Borussia Dortmund |          |
| P        | Antonio Ananiev | Energie Cottbus   |          |
| C        | Uwe Scherr      | Schalke 04        |          |
| P        | Daniel Eschbach | Colonia II        |          |
| D        | Michael Kostner | Homburg           |          |
| D        | Bodo Schmidt    | Borussia Dortmund |          |
| A        | Ion Vlădoiu     | FCSB              |          |

| Cessioni | Cessioni             | Cessioni              | Cessioni |
| R.       | Nome                 | a                     | Modalità |
| -------- | -------------------- | --------------------- | -------- |
| P        | Bodo Illgner         | Real Madrid           |          |
| D        | Dietmar Beiersdorfer | Reggiana              |          |
| C        | Reinhold Breu        | Austria Vienna        |          |
| D        | Christian Dollberg   | Boca Juniors          |          |
| C        | Bjarne Goldbæk       | Copenaghen            |          |
| C        | Olaf Janßen          | Eintracht Francoforte |          |
| D        | Reinhard Stumpf      | Vegalta Sendai        |          |

### Sessione invernale
| Acquisti | Acquisti        | Acquisti    | Acquisti |
| R.       | Nome            | da          | Modalità |
| -------- | --------------- | ----------- | -------- |
| C        | Christer Fursth | Helsingborg |          |

| Cessioni | Cessioni | Cessioni | Cessioni |
| R.       | Nome     | a        | Modalità |
| -------- | -------- | -------- | -------- |

## Risultati

### Bundesliga

#### Girone di andata
| Arbitro: | Strampe |

|  |           |                                    |
|  | Marcatori | 36’ Thiam 52’ Gaißmayer 71’ Oliseh |

| Arbitro: | Heynemann |

|            |           |  |
| Vlădoiu 5’ | Marcatori |  |

| Arbitro: | Merk |

|           |           |                               |
| Zeyer 52’ | Marcatori | 9’ Gaißmayer 86’, 90’ Polster |

| Arbitro: | Jansen |

|  |           |                   |
|  | Marcatori | 5’, 59’ Akpoborie |

| Arbitro: | Fröhlich |

|                                               |           |  |
| Schneider 49’ Soldo 51’ Élber 72’ Balăkov 78’ | Marcatori |  |

| Arbitro: | Krug |

|                                                 |           |  |
| Oliseh 30’ Munteanu 43’ Vlădoiu 61’ Polster 87’ | Marcatori |  |

| Amburgo 21 settembre 1996, ore 15:30 CEST 7ª giornata | St. Pauli | 0 – 0 referto | Colonia | Millerntor-Stadion (19 572 spett.)\| Arbitro: \| Fleske \| |
| Arbitro:                                              | Fleske    |               |         |                                                            |

| Arbitro: | Koop |

|                               |           |  |
| Vlădoiu 55’ Oliseh 76’ (rig.) | Marcatori |  |

| Arbitro: | Wagner |

|                                       |           |  |
| Emmerling 24’ Wohlert 41’ Bičanić 89’ | Marcatori |  |

| Arbitro: | Merk |

|                                  |           |                                                   |
| Hauptmann 59’ Polster 77’ (rig.) | Marcatori | 35’, 68’ Klinsmann 56’ (rig.) Scholl 90’ Witeczek |

| Arbitro: | Buchhart |

|                 |           |                                                   |
| Breitkreutz 53’ | Marcatori | 19’ Polster 49’ Schmidt 75’ Vlădoiu 89’ Gaißmayer |

| Arbitro: | Albrecht |

|                              |           |             |
| Vlădoiu 34’, 68’ Baumann 64’ | Marcatori | 48’ Wilmots |

| Arbitro: | Koop |

|                                        |           |                     |
| Reich 17’ Fink 49’ Wück 54’ Keller 90’ | Marcatori | 30’ (aut.) Schuster |

| Arbitro: | Strampe |

|                                            |           |          |
| Andersen 27’ Polster 64’, 77’ Munteanu 83’ | Marcatori | 89’ Bode |

| Arbitro: | Wagner |

|                          |           |                             |
| Polster 3’ Gaißmayer 84’ | Marcatori | 5’ Salihamidžić 24’ Kmetsch |

| Arbitro: | Krug |

|                                                     |           |                          |
| Happe 48’ Kirsten 61’ Sérgio 66’ Baumann 86’ (aut.) | Marcatori | 82’ Andersen 88’ Vlădoiu |

| Arbitro: | Fröhlich |

|             |           |                            |
| Vlădoiu 45’ | Marcatori | 69’, 86’ Herrlich 72’ Zorc |

#### Girone di ritorno
| Arbitro: | Albrecht |

|                             |           |  |
| Polster 45’ Bach 84’ (aut.) | Marcatori |  |

| Arbitro: | Krug |

|                        |           |              |
| Trares 52’ Winkler 84’ | Marcatori | 90’ Munteanu |

| Arbitro: | Wack |

|               |           |  |
| Gaißmayer 76’ | Marcatori |  |

| Rostock 7 marzo 1997, ore 19:30 CET 21ª giornata | Hansa Rostock | 0 – 0 referto | Colonia | Ostseestadion (17 400 spett.)\| Arbitro: \| Best \| |
| Arbitro:                                         | Best          |               |         |                                                     |

| Arbitro: | Kemmling |

|               |           |                                           |
| Steinmann 20’ | Marcatori | 21’, 33’, 86’ Bobic 57’ Élber 89’ Lisztes |

| Arbitro: | Fleske |

|                                |           |                    |
| Lupescu 68’ (rig.) Wynhoff 76’ | Marcatori | 51’ (rig.) Polster |

| Arbitro: | Berg |

|  |           |             |
|  | Marcatori | 27’ Pisarev |

| Arbitro: | Merk |

|                                    |           |                                  |
| Stickroth 16’ (rig.) Schreiber 76’ | Marcatori | 45’ Hauptmann 53’ (rig.) Polster |

| Arbitro: | Stark |

|                       |           |                                                                |
| Andersen 8’ Braun 22’ | Marcatori | 42’ (aut.) Schmidt 61’ Marin 68’ Salou 74’ Wolters 86’ Steffen |

| Arbitro: | Strampe |

|                                         |           |                       |
| Babbel 43’ Klinsmann 51’ Rizzitelli 59’ | Marcatori | 79’ Scherr 89’ Zdebel |

| Arbitro: | Malbranc |

|                          |           |                                           |
| Polster 48’ Andersen 64’ | Marcatori | 5’, 53’ Kuntz 17’ Maul 37’ Maas 74’ Reina |

| Arbitro: | Heynemann |

|             |           |          |
| Büskens 20’ | Marcatori | 69’ Kohn |

| Arbitro: | Jansen |

|                                       |           |           |
| Oliseh 19’ Braun 50’ Polster 68’, 77’ | Marcatori | 3’ Dundee |

| Arbitro: | Best |

|                               |           |                                       |
| van Lent 30’ (rig.), 33’, 89’ | Marcatori | 9’ (aut.) van Lent 43’ (rig.) Polster |

| Arbitro: | Wack |

|  |           |                                    |
|  | Marcatori | 41’ Munteanu 48’, 54’, 67’ Polster |

| Arbitro: | Weber |

|                                                 |           |  |
| Polster 11’ (rig.), 60’, 84’ (rig.) Dziwior 45’ | Marcatori |  |

| Arbitro: | Albrecht |

|                       |           |          |
| Chapuisat 33’ But 74’ | Marcatori | 87’ Kohn |

### Coppa di Germania
| Arbitro: | Kammerer |

|               |           |                                     |
| Limberger 40’ | Marcatori | 5’ Munteanu 50’ Baumann 85’ Vlădoiu |

| Arbitro: | Wack |

|                                    |           |               |
| Günther 70’ Kirsten 118’ Klee 120’ | Marcatori | 17’ Gaißmayer |

## Statistiche

### Statistiche di squadra
| Competizione      | Punti | In casa | In casa | In casa | In casa | In casa | In casa | In trasferta | In trasferta | In trasferta | In trasferta | In trasferta | In trasferta | Totale | Totale | Totale | Totale | Totale | Totale | DR |
| Competizione      | Punti | G       | V       | N       | P       | Gf      | Gs      | G            | V            | N            | P            | Gf           | Gs           | G      | V      | N      | P      | Gf     | Gs     | DR |
| ----------------- | ----- | ------- | ------- | ------- | ------- | ------- | ------- | ------------ | ------------ | ------------ | ------------ | ------------ | ------------ | ------ | ------ | ------ | ------ | ------ | ------ | -- |
| Bundesliga        | 44    | 17      | 9       | 1       | 7       | 35      | 30      | 17           | 4            | 4            | 9            | 27           | 32           | 34     | 13     | 5      | 16     | 62     | 62     | 0  |
| Coppa di Germania | -     | 0       | 0       | 0       | 0       | 0       | 0       | 2            | 1            | 0            | 1            | 4            | 4            | 2      | 1      | 0      | 1      | 4      | 4      | 0  |
| Totale            | 44    | 20      | 11      | 2       | 7       | 41      | 32      | 22           | 7            | 4            | 11           | 36           | 38           | 42     | 18     | 6      | 18     | 77     | 70     | +7 |

### Andamento in campionato
| Giornata  | 1 | 2 | 3 | 4 | 5 | 6 | 7 | 8 | 9 | 10 | 11 | 12 | 13 | 14 | 15 | 16 | 17 | 18 | 19 | 20 | 21 | 22 | 23 | 24 | 25 | 26 | 27 | 28 | 29 | 30 | 31 | 32 | 33 | 34 |
| --------- | - | - | - | - | - | - | - | - | - | -- | -- | -- | -- | -- | -- | -- | -- | -- | -- | -- | -- | -- | -- | -- | -- | -- | -- | -- | -- | -- | -- | -- | -- | -- |
| Luogo     | T | C | T | C | T | C | T | C | T | C  | T  | C  | T  | C  | C  | T  | C  | C  | T  | C  | T  | C  | T  | C  | T  | C  | T  | C  | T  | C  | T  | T  | C  | T  |
| Risultato | V | V | V | P | P | V | N | V | P | P  | V  | V  | P  | V  | N  | P  | P  | V  | P  | V  | N  | P  | P  | P  | N  | P  | P  | P  | N  | V  | P  | V  | V  | P  |
| Posizione | 2 | 3 | 2 | 4 | 6 | 5 | 4 | 4 | 6 | 7  | 6  | 5  | 6  | 5  | 5  | 5  | 7  | 6  | 6  | 5  | 6  | 7  | 8  | 9  | 9  | 10 | 12 | 14 | 13 | 11 | 12 | 10 | 9  | 10 |

Legenda:

Luogo: C = Casa; T = Trasferta. Risultato: V = Vittoria; N = Pareggio; P = Sconfitta.

### Statistiche dei giocatori
| Giocatore      | Bundesliga | Bundesliga | Bundesliga  | Bundesliga | Coppa di Germania | Coppa di Germania | Coppa di Germania | Coppa di Germania | Totale   | Totale | Totale      | Totale     |
| Giocatore      | Presenze   | Reti       | Ammonizioni | Espulsioni | Presenze          | Reti              | Ammonizioni       | Espulsioni        | Presenze | Reti   | Ammonizioni | Espulsioni |
| -------------- | ---------- | ---------- | ----------- | ---------- | ----------------- | ----------------- | ----------------- | ----------------- | -------- | ------ | ----------- | ---------- |
| A. Ananiev     | 4          | 0          | 0           | 1          | 0                 | 0                 | 0                 | 0                 | 4        | 0      | 0           | 1          |
| H. Andersen    | 28         | 4          | 5           | 0          | 2                 | 0                 | 0                 | 0                 | 30       | 4      | 5           | 0          |
| K. Baumann     | 32         | 1          | 5           | 0          | 2                 | 1                 | 0                 | 0                 | 34       | 2      | 5           | 0          |
| M. Braun       | 18         | 2          | 2           | 0          | 1                 | 0                 | 1                 | 0                 | 19       | 2      | 3           | 0          |
| T. Cichon      | 19         | 0          | 6           | 0          | 1                 | 0                 | 0                 | 0                 | 20       | 0      | 6           | 0          |
| J. Dziwior     | 6          | 1          | 2           | 0          | 0                 | 0                 | 0                 | 0                 | 6        | 1      | 2           | 0          |
| D. Eschbach    | 2          | 0          | 0           | 0          | 0                 | 0                 | 0                 | 0                 | 2        | 0      | 0           | 0          |
| M. Fensch      | 0          | 0          | 0           | 0          | 0                 | 0                 | 0                 | 0                 | 0        | 0      | 0           | 0          |
| C. Fursth      | 4          | 0          | 0           | 0          | 0                 | 0                 | 0                 | 0                 | 4        | 0      | 0           | 0          |
| H. Gaißmayer   | 30         | 5          | 0           | 0          | 2                 | 1                 | 0                 | 0                 | 32       | 6      | 0           | 0          |
| R. Hauptmann   | 28         | 2          | 7           | 1          | 2                 | 0                 | 0                 | 0                 | 30       | 2      | 7           | 1          |
| B. Illgner     | 4          | 0          | 0           | 0          | 1                 | 0                 | 0                 | 0                 | 5        | 0      | 0           | 0          |
| S. Kohn        | 8          | 2          | 1           | 0          | 2                 | 0                 | 0                 | 0                 | 10       | 2      | 1           | 0          |
| M. Kostner     | 26         | 0          | 11          | 1          | 2                 | 0                 | 0                 | 1                 | 28       | 0      | 11          | 2          |
| M. Kraft       | 24         | 0          | 0           | 0          | 1                 | 0                 | 0                 | 0                 | 25       | 0      | 0           | 0          |
| D. Munteanu    | 31         | 4          | 2           | 0          | 1                 | 1                 | 0                 | 0                 | 32       | 5      | 2           | 0          |
| T. Nadaroğlu   | 2          | 0          | 0           | 0          | 0                 | 0                 | 0                 | 0                 | 2        | 0      | 0           | 0          |
| S. Oliseh      | 30         | 4          | 8           | 1          | 1                 | 0                 | 1                 | 0                 | 31       | 4      | 9           | 1          |
| T. Polster     | 32         | 21         | 4           | 0          | 1                 | 0                 | 0                 | 0                 | 33       | 21     | 4           | 0          |
| M. Rösele      | 1          | 0          | 0           | 0          | 0                 | 0                 | 0                 | 0                 | 1        | 0      | 0           | 0          |
| U. Scherr      | 13         | 1          | 3           | 0          | 0                 | 0                 | 0                 | 0                 | 13       | 1      | 3           | 0          |
| B. Schmidt     | 32         | 1          | 9           | 0          | 2                 | 0                 | 1                 | 0                 | 34       | 1      | 10          | 0          |
| D. Schuster    | 0          | 0          | 0           | 0          | 0                 | 0                 | 0                 | 0                 | 0        | 0      | 0           | 0          |
| D. Schönberger | 0          | 0          | 0           | 0          | 0                 | 0                 | 0                 | 0                 | 0        | 0      | 0           | 0          |
| R. Steinmann   | 13         | 1          | 2           | 0          | 1                 | 0                 | 0                 | 0                 | 14       | 1      | 2           | 0          |
| P. Thiam       | 22         | 1          | 3           | 0          | 2                 | 0                 | 0                 | 0                 | 24       | 1      | 3           | 0          |
| R. Tretschok   | 0          | 0          | 0           | 0          | 0                 | 0                 | 0                 | 0                 | 0        | 0      | 0           | 0          |
| I. Vlădoiu     | 28         | 8          | 5           | 1          | 2                 | 1                 | 0                 | 0                 | 30       | 9      | 5           | 1          |
| P. Weiser      | 9          | 0          | 0           | 0          | 0                 | 0                 | 0                 | 0                 | 9        | 0      | 0           | 0          |
| M. Weller      | 0          | 0          | 0           | 0          | 0                 | 0                 | 0                 | 0                 | 0        | 0      | 0           | 0          |
| T. Zdebel      | 20         | 1          | 1           | 0          | 1                 | 0                 | 0                 | 0                 | 21       | 1      | 1           | 0          |